# 八岗镇
八岗镇，是中华人民共和国河南省郑州市中牟县下辖的一个乡镇级行政单位。根据国家统计局网站数据，2018年时已归郑州航空港经济综合实验区管辖。

## 行政区划
八岗镇下辖以下地区：
八岗村、前张村、庙后村、张堂村、蔡庄坡村、前吕村、梁庄村、滹沱张村、蒲北孙村、冯庄村、单家村、常店村、伊家村、丁刘村、树头村、祥付刘村和河头陈村。